# Naked and Funny
Naked and Funny (em russo, Голые и смешные, conhecida no Brasil como Pegadinhas Picantes) é uma série de televisão de comédia e câmeras escondidas criada por Yuri Volodarsky e Alex Tarasul. A série contém 325 episódios (e mais de 3000 câmeras escondidas) com duração de 30 minutos cada. No Brasil, a série foi exibida pelo A&E e pelo SBT entre 2009 e 2010.

## Produção e exibição original
A primeira temporada de 24 episódios de Naked & Funny foi produzida em 2005 em uma locação na cidade de Odessa, na Ucrânia, próxima ao Mar Negro.[carece de fontes?] A série estreou no ano seguinte no canal de TV lituano LNK, alcançando uma audiência de 47% no país europeu. O programa foi imediatamente encomendado pelo canal de TV russo DTV. Esse pequeno canal dificilmente mantinha uma participação média de 0,7-0,8% na época, mas Naked & Funny elevou a audiência em 6% na faixa de horário das 23h-00h, quase dez vezes mais que a audiência média do canal.[carece de fontes?]
Ao mesmo tempo, a série foi para a rede 1+1 na Ucrânia, mas depois de alguns meses, outro canal ucraniano adquiriu os direitos de exibição de todas as temporadas exclusivamente para a Ucrânia. Após o sucesso na Ucrânia e em outros países da antiga União Soviética, Naked & Funny teve seus direitos de exibição adquiridos por muitas emissoras internacionais em países como África do Sul, Países Baixos, Alemanha, Reino Unido e Espanha.[carece de fontes?]

## Sinopse
Naked and Funny é uma série de televisão caracterizada por cenas de nudez e humor em que as pessoas são surpreendidas em lojas, praias, bares e ruas ao observar situações bizarras e inusitadas de nudez. Os atores da produção costumam aparecer em diversos lugares trajando sungas com enchimento frontal dando entender que estão em ereção. As atrizes aparecem com as nádegas e os seios de fora e, até mesmo, em nu frontal.
Os desenhos animados que se intercalam aos vídeos fazem referência à nudez e sexo implícito.
O seriado não é falado, mas acompanhado por música e onomatopeias. As câmeras escondidas são posicionadas de forma a gravar os sustos das pessoas. O áudio da reação das vítimas não é capturado, sendo substituído por gestos de mímica.

## Exibição no Brasil

### Estreia
Após ter os direitos de exibição comprados pelo empresário Silvio Santos em uma feira internacional de televisão, Naked and Funny estreou no Brasil em 14 de setembro de 2009 no SBT, com o título de Pegadinhas Picantes e recebeu classificação como "não recomendado para menores de 14 anos". O programa era exibido diariamente às 22h, mas em 26 de outubro, mudou de horário para as 23h, em razão das reclamações por parte dos telespectadores. No dia 28 de dezembro, o programa muda de horário novamente e passa a exibido às 01h45. Em 8 de fevereiro de 2010, a série teve seu horário transferido para as 02h30.
A partir do dia 15 de março, Pegadinhas Picantes deixa a grade diária de segunda a sexta, passando a ser exibida apenas aos domingos. Em 30 de maio, a série é substituída pelo De Frente com Gabi.
No A&E, a série foi transmitida aos sábados e domingos, às 02h.[carece de fontes?]

### Recepção

#### Audiência
Na primeira semana de exibição, o programa teve uma audiência de 7 pontos, segundo o Ibope, 2 pontos a mais do que a telenovela Vende-se um Véu de Noiva registrava na faixa de horário. Posteriormente, os índices de audiência aumentaram para 10 pontos. No entanto, com a mudança de horário para as 23h, o programa perdeu 4 pontos em audiência. Cada ponto equivalia a 55,5 mil domicílios na Região Metropolitana de São Paulo.

#### Críticas
O programa recebeu críticas negativas por parte da imprensa especializada. O jornalista Flávio Ricco, em sua coluna no UOL, chama o programa de "um dos mais indecentes de todos os tempos" e completa "No instante em que há, de forma geral, uma busca por melhor qualidade, em matéria de baixaria, ao que parece, o SBT ensaia uma perigosa volta ao passado, que lembra os casos dos falecidos 'Cocktail' e 'Sem Controle', além de outros de triste memória."
Christian Moreno, ao escrever para o Jornal da Orla, critica a atitude de Silvio Santos em comprar os direitos de exibição da série: "Eu fico imaginando como os executivos das nossas redes de tevê aberta se comportam quando eles viajam para conferir feiras internacionais de televisão, onde emissoras e produtoras do mundo todo vendem seus programas. A maioria deve sentir uma vontade incontrolável de sair comprando tudo, pior que mulher em loja de sapatos. Silvio Santos é um deles. Pois foi numa dessas feiras que o dono do Baú adquiriu as 'Pegadinhas Picantes' que o SBT exibe no final de noite já faz algum tempo. Aliás, será que não tinha nada melhor pra ele comprar?"
João Cláudio Lins, para o NaTelinha, escreve: "Acompanhados por música e onomatopéias, os quadros unem o erotismo ao pastelão, não se adequando perfeitamente em nenhuma das duas categorias. O resultado é patético."

### Controvérsias
Em 2010, o programa entrou no 17º Ranking da Baixaria na TV, da campanha "Quem Financia a Baixaria é Contra a Cidadania", uma campanha formada por denúncias de telespectadores e pelo Comitê de Acompanhamento da Programação (CAP), onde estão como representantes mais de 60 entidades que assessoram a Comissão de Direitos Humanos e Minorias da Câmara dos Deputados. O programa recebeu 105 denúncias por cenas de nudez, erotismo, humor grotesco e exposição ao ridículo.